# Selma Yağcı
Selma Yağcı (ur. 1 lutego 1981) – turecka bokserka wagi junior ciężkiej, wicemistrzyni świata (2005), Europy (2009) oraz dwukrotna mistrzyni Unii Europejskiej (2007, 2008)

## Kariera
Yağcı sześciokrotnie reprezentowała Turcję na mistrzostwach świata (2001, 2002, 2005, 2006, 2008, 2010) z czego trzykrotnie znajdowała się na podium tych zawodów, zostając wicemistrzynią w roku 2005. W finale zawodów z roku 2005 przegrała na punkty (20:33) z reprezentantką Rosji Galiną Kowalewą.
Sześciokrotnie reprezentowała Turcję na mistrzostwach Europy (2004, 2005, 2006, 2007, 2009, 2011), pięć razy zdobywając medale, w tym wicemistrzostwo w roku 2009. W walce o złoty medal przegrała nieznacznie na punkty (6:8) z Rumunką Luminitą Turcin.
W roku 2007 i 2008 mistrzyni Unii Europejskiej. W finale w 2007 roku pokonała przed czasem Polkę Karolinę Bagnowską.